# Herb powiatu oleckiego
Herb powiatu oleckiego – jeden z symboli powiatu oleckiego, autorstwa Roberta Szydlika, ustanowiony 30 sierpnia 2013.

## Wygląd i symbolika
Herb przedstawia na tarczy w polu srebrnym głowę orła czarnego z dziobem złotym i takąż koroną na szyi, pomiędzy dwoma konarami lipy zielonej, z których każdy ma cztery liście. Głowa orła z koroną na szyi nawiązuje do herbu nadanego Prusom Książęcym przez Zygmunta Starego w 1525 roku. Powiat olecki leży na terenie tej historycznej prowincji. Lipa symbolizuje walory przyrodnicze powiatu, w szczególności rezerwatu Lipowy Jar, który w całości leży na terenie powiatu.